# بل باغلي
ويليام طومسون باغلي (بالإنجليزية: Bill Bagley)‏ (من مواليد 29 حزيران 1928) سياسي أمريكي في ولاية كاليفورنيا.

## السيرة الشخصية
خدم باغلي في جمعية كاليفورنيا بصفته جمهوريًا من 1960 إلى 1974، ممثلاً لمقاطعات مارين وسونوما (ثم مقاطعة التجمع 7). من عام 1989 إلى عام 2002، عمل كعضو في مجلس حكام جامعة كاليفورنيا، وفي عام 2002، اختارته جمعية خريجي كاليفورنيا كأفضل خريج في العام. وفي عام 1987، سُمِّيَ امتداد طريق كاليفورنيا السريع 101 من نفق روبن ويليامز (ني والدو) إلى سان رافائيل بـطريق ويليام باجلي السريع. ألَّف باغلي كتاب «السنوات الذهبية في كاليفورنيا: متى عملت الحكومة ولماذا».